# (5768) Pittich
(5768) Pittich ist ein Asteroid des Hauptgürtels, der am 4. Oktober 1986 vom US-amerikanischen Astronomen Edward L. G. Bowell an der Anderson Mesa Station (IAU-Code 688) des Lowell-Observatorium im Coconino County bei Flagstaff in Arizona entdeckt wurde.
Der Himmelskörper wurde nach dem slowakischen Astronomen Eduard Pittich (1940–2018) benannt.